# Seeking Alpha
 (juin 2018).
Seeking Alpha est un blogue traitant de finance. Il offre des conseils gratuits sur les prix des actions sur les marchés boursiers. Son titre fait référence au concept financier de l'alpha, la différence entre la performance boursière d'une entreprise et d'un indice.

## Historique
Seeking Alpha fut fondée en 2004 par David Jackson. Seeking Alpha est spécialisé dans les billets d'opinion et d'analyse. La plupart de ses contributeurs sont des investisseurs, et non des journalistes.
En 2009, Seeking Alpha lance sa plateforme de blogging. Le site opère un second tour de table de 7 millions de dollars et signe un partenariat éditorial avec le Nasdaq. En 2010, le site lance son propre magasin d'applications (27 applications au lancement).
En 2014, le milliardaire David Einhorn porte plainte contre Seeking Alpha pour dévoiler l'identité d'un blogueur anonyme ayant fuité les investissements cachés du milliardaire dans le secteur des nouvelles technologies. En 2017, le site est au centre d'un scandale de manipulations des cours de bourse. De nombreux rédacteurs du site ont accepté des rémunérations pour publier des articles visant à stimuler le cours des actions des entreprises clientes. 3 groupes cotés et 7 agences de communication étaient impliquées dans ce montage.